# Nuncia tumidarta
Nuncia tumidarta is een hooiwagen uit de familie Triaenonychidae.